# 뉴질랜드 입법회

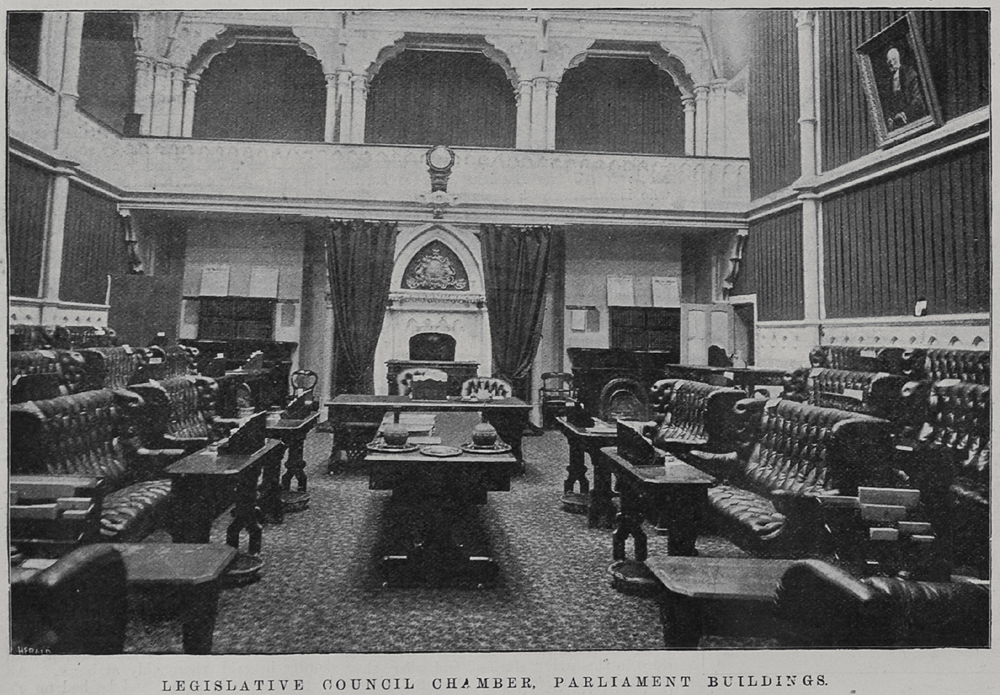
뉴질랜드 입법회 내부 모습 (1899년 촬영)

뉴질랜드 입법회(영어: New Zealand Legislative Council) 또는 뉴질랜드 상원(영어: Upper House, 마오리어: Whare o Runga, '상원'이라는 의미)은 1853년부터 1951년까지 뉴질랜드 의회의 상원이었다. 뉴질랜드가 왕령 식민지가 된 1841년부터 식민지와 주를 위한 입법평의회의 초기 형태가 있었으며, 1852년에 뉴질랜드가 자치 정부를 갖게 되면서 양원제 입법부의 상원으로 재구성되었다. 이 법은 이듬해부터 시행되었다.
뉴질랜드 대의원 구성원인 하원의원과 달리 입법회는 뉴질랜드의 총독이 전적으로 임명했다. 1852년 뉴질랜드 헌법은 최소 10명의 의원 임명을 허용했다. 1890년대부터 입법회의 구성은 당대 정부의 통제를 받게 되었고, 그 결과 입법회는 거의 영향력을 행사하지 못했다. 원래는 법안을 수정하는 역할을 맡았으나, 실제로는 토론과 투표가 하원의 논의와 투표를 단순히 반복하는 경우가 많았다. 입법회는 1950년 의회법에 의해 폐지되었으며, 마지막 회의는 1950년 12월에 열렸다. 평의회 회의장은 더 이상 토론 장소로 사용되지 않지만, 왕좌 연설과 같은 특정 의례적 행사에 사용된다.

## 역사
첫 번째 입법회는 1840년 11월 16일 뉴질랜드 식민지 설립 헌장(Charter for Erecting the Colony of New Zealand)에 의해 설립되었으며, 이 헌장은 1841년 7월 1일 뉴질랜드를 뉴사우스웨일스와 분리된 영국의 왕령 식민지로 만들었다. 원래 입법회는 총독, 식민지 비서, 식민지 재무관, 그리고 여러 고위 치안 판사들로 구성되었다. 입법평의회는 법령(법적 규정)을 발행할 권한을 가지고 있었다.
1852년 뉴질랜드 헌법(New Zealand Constitution Act)의 통과로 첫 번째 입법평의회는 해체되었으며, 유사한 임명된 기구가 1853년부터 효력을 발휘하도록 설립되었다. 새로운 입법평의회는 총회(또는 "의회")의 상원으로 구성되었으며, 실제로는 헌법법이 발효된 후 16개월이 지난 1854년 5월 24일에 처음 회합을 가졌다.

## 참고

### 내용주
1. ↑  "Legislative Council"은 미국 영어에서 단순히 입법 회의 기구를 의미하지만, 영국 및 영연방에서는 해당 용어가 상원에 해당하는 입법회를 의미한다.